# Danny Blind
Dirk Franciscus „Danny“ Blind (* 1. August 1961 in Oost- en West-Souburg-Oost-Souburg, heute zu Vlissingen) ist ein ehemaliger niederländischer Fußballspieler und aktueller -trainer.

## Karriere als Spieler
Blind spielte als rechter Verteidiger bei den Vereinen RCS Oost-Souburg, Sparta Rotterdam und Ajax Amsterdam.
Mit Ajax Amsterdam wurde er zwischen 1986 und 1999 fünfmal Niederländischer Meister, viermal Niederländischer Pokalsieger und dreimal Niederländischer Supercupsieger. 1987, 1992 und 1995 gewann Blind mit Ajax nacheinander den Europapokal der Pokalsieger, den UEFA-Pokal und die Champions League. Damit ist Blind einer der wenigen Spieler, denen es gelang, alle drei Europapokale zu gewinnen. Zudem holte er mit dem Verein 1995 den Europäischen Supercup und den Weltpokal. 1995 und 1996 wurde er zum Fußballer des Jahres in den Niederlanden gewählt. Blind absolvierte als Spieler insgesamt 51 Europapokal-Spiele.
Im April 1986 gab Blind sein Debüt in der niederländischen Fußballnationalmannschaft. Bis zu seinem Rücktritt aus der Nationalmannschaft nach der Fußball-Europameisterschaft 1996 bestritt er insgesamt 42 Länderspiele. Das einzige Tor seiner Nationalmannschaftskarriere gelang ihm im Dezember 1991 im EM-Qualifikationsspiel gegen Griechenland.
1999 beendete Blind seine aktive Laufbahn.

## Karriere als Trainer und Funktionär
Zwischen 2005 und 2006 war er Chef-Trainer von Ajax Amsterdam. Von 2007 bis 2008 war Blind Technischer Direktor bei seinem alten Verein Sparta Rotterdam. 2008 kehrte er zur neuen Saison wieder zu Ajax zurück, wo er zunächst den Posten des Technischen Direktors bekleidete. Seit der Saison 2009/10 war Danny Blind dann Co-Trainer beim niederländischen Rekordmeister. Zunächst arbeitete er unter Martin Jol, von 2010 bis 2011 unter Frank de Boer. Von seiner danach übernommenen Position als Sportdirektor trat er schon im Februar 2012 nach Streitigkeiten mit Aufsichtsratschef Johan Cruyff zurück.
Am 1. August 2012 übernahm er gemeinsam mit Patrick Kluivert den Posten des Co-Trainers der niederländischen Nationalelf. Beide assistieren Bondscoach Louis van Gaal und erhielten Verträge bis nach der Fußball-Weltmeisterschaft 2014. Im März 2014 verlängerte Blind, der von 2014 bis 2016 dann gemeinsam mit Ruud van Nistelrooy Co-Trainer von Guus Hiddink ist, seinen Vertrag bis nach der Fußball-Europameisterschaft 2016. Nach der Vertragsauflösung von Guus Hiddink übernahm Blind am 1. Juli 2015 das Amt des Bondscoaches. Er verpasste die Qualifikation zur Fußball-Europameisterschaft 2016. Nach einer 0:2-Niederlage in Bulgarien und einem enttäuschenden vierten Platz nach fünf Spielen in der Qualifikation zur Fußball-Weltmeisterschaft 2018 wurde er am 26. März 2017 entlassen. Nach der Europameisterschaft 2021 kehrte er schließlich als Co-Trainer von Louis van Gaal zur Nationalmannschaft zurück.
Am 17. März 2018 gab Ajax Amsterdam bekannt, dass Blind für dessen Vorstand kandidiere. Blind habe dabei die „volle Unterstützung der Mehrheitsaktionäre“.

## Privatleben
Danny Blinds Sohn Daley Blind (* 1990) ist ebenfalls niederländischer Fußball-Nationalspieler.

## Sportliche Erfolge

### National
- Niederländischer Meister (5): 1989/90, 1993/94, 1994/95, 1995/96, 1997/98
- Niederländischer Pokalsieger (4): 1986/87, 1992/93, 1997/98, 1998/99
- Niederländischer Supercup / Johan Cruijff Schaal (3): 1993, 1994, 1995
- Fußballer des Jahres der Niederlande (2): 1995, 1996

### International
- UEFA Champions League: 1994/95
- Europapokal der Pokalsieger: 1986/87
- UEFA-Pokal: 1991/92
- UEFA Super Cup: 1995
- Weltpokal: 1995